# 트리스(디벤질리덴아세톤)디팔라듐(0)
트리스(디벤질리덴아세톤)디팔라듐(0)(tris(dibenzylideneacetone)dipalladium(0)) 또는 트리스(디벤질리덴아세톤)디팔라디움(0), 곧 Pd2(dba)3는 팔라듐과 디벤질리덴아세톤에 기반을 둔 유기금속화학물이며 유기화학에 쓰인다. 1970년에 발견되었다.
뜨거운 아세트산나트륨을 디벤질리덴아세톤과 헥사클로로팔라데이트나트륨이 섞인 뜨거운 메탄올 용액에 부음으로써 이 물질을 준비할 수 있다.